# Dominium mundi
Dominium mundi és el nom amb què es coneix la idea de domini universal desenvolupada a l'edat mitjana. Inspirat en el record de l'antic Imperi Romà, aquest propòsit implicava el reconeixement d'una autoritat suprema, la qual cosa va generar una perllongada pugna política i espiritual entre el poder imperial i el poder eclesiàstic, representats principalment en el Sacre Imperi Romanogermànic i l'Església Catòlica, els que s'erigien com a màxims líders a l'emperador i el Papa respectivament.
La idea de domini universal va marcar una època, dividint a la societat en dos bàndols: Güelfs i gibel·lins. Els primers van donar suport a l'Església, mentre que els segons a l'Imperi. Després de la Lluita de les Investidures, els (segles xii i xiii) van mostrar preponderància pels pontífexs (com Innocenci III o Gregori IX), però hi havia mútua dependència entre ambdós (Església i Imperi). Posteriorment (al Segle XIV el sorgiment de poderosos regnes (com França) van posar en serioses dificultats a l'Església després de l'atemptat que va patir Bonifaci VIII.
Al Segle XV, el Papat va obtenir gran prestigi, l'església era la rectora de la vida intel·lectual, encara que la idea del Dominium mundi no va tornar a aparèixer en la seva essència original, tot i que tots dos poders universals van subsistir. Des del Segle XVI en endavant, els monarques van passar a ser amos no només de la propietat, sinó fins i tot de la vida i la mort dels seus súbdits. S'iniciava l'època absolutista, i això implicava "absolutisme teològic", de manera que el poder papal quedava molt per sota del poder imperial.
Des del Segle XVIII el poder dels monarques va declinar, i va ser traslladat gradualment als "pobles" a través de les democràcies, però l'Església ja no seria la rectora de la vida intel·lectual i moral com ho va ser al Segle XV.

## Edat Mitjana i cesaropapisme

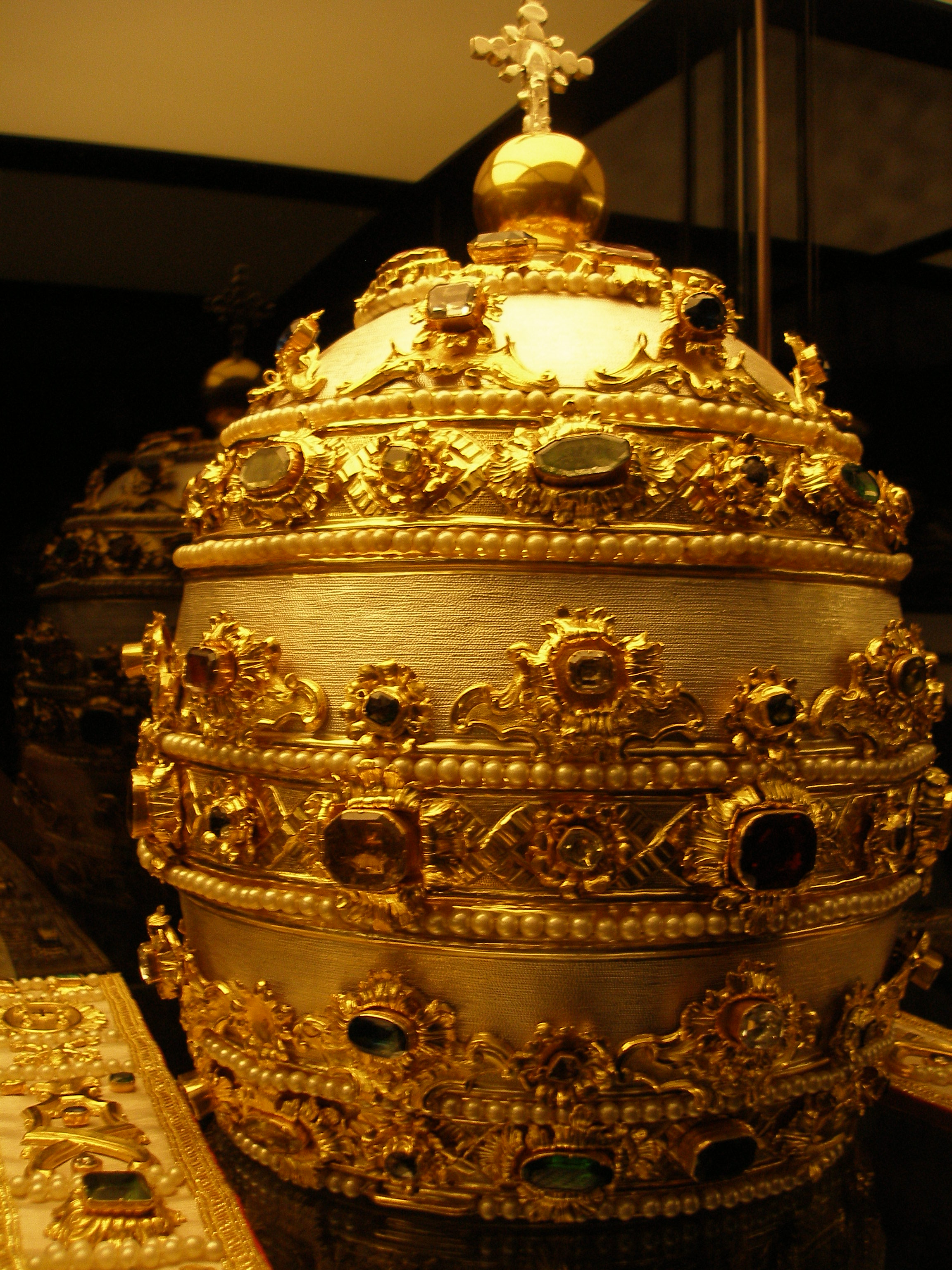
Tiara papal

Al Segle IV, amb l'edificació de Constantinoble com "segona Roma" es donaria la teoria de la unió d'aquests dos poders (Església i Imperi) amb la idea de l'emperador com sacerdos imperator.
Des del punt de vista teològic, serà Agustí d'Hipona (354-430) el que amb el seu De civitate Dei contribuirà a establir la superioritat i autonomia de l'Església (civitas caelestis) enfront de l'Estat (civitas terrena) per raó del seu fi superior. El Papa Damas I (366-384) va donar el nom de "Seu Apostòlica" a l'Església romana, i el seu successor Sirici (384-389) promulgarà els primers decrets dirigits al bisbe Himeri de Tarragona (2 de febrer de 385) usant un llenguatge no únicament pastoral sinó d'ordre legislatiu a l'estil dels edictes imperials.
El pontificat de Lleó el Gran (440-451) mostrava com el Papa és l'hereu i vicarius Petri i li competeix la Sollicitudo sobre totes les esglésies.

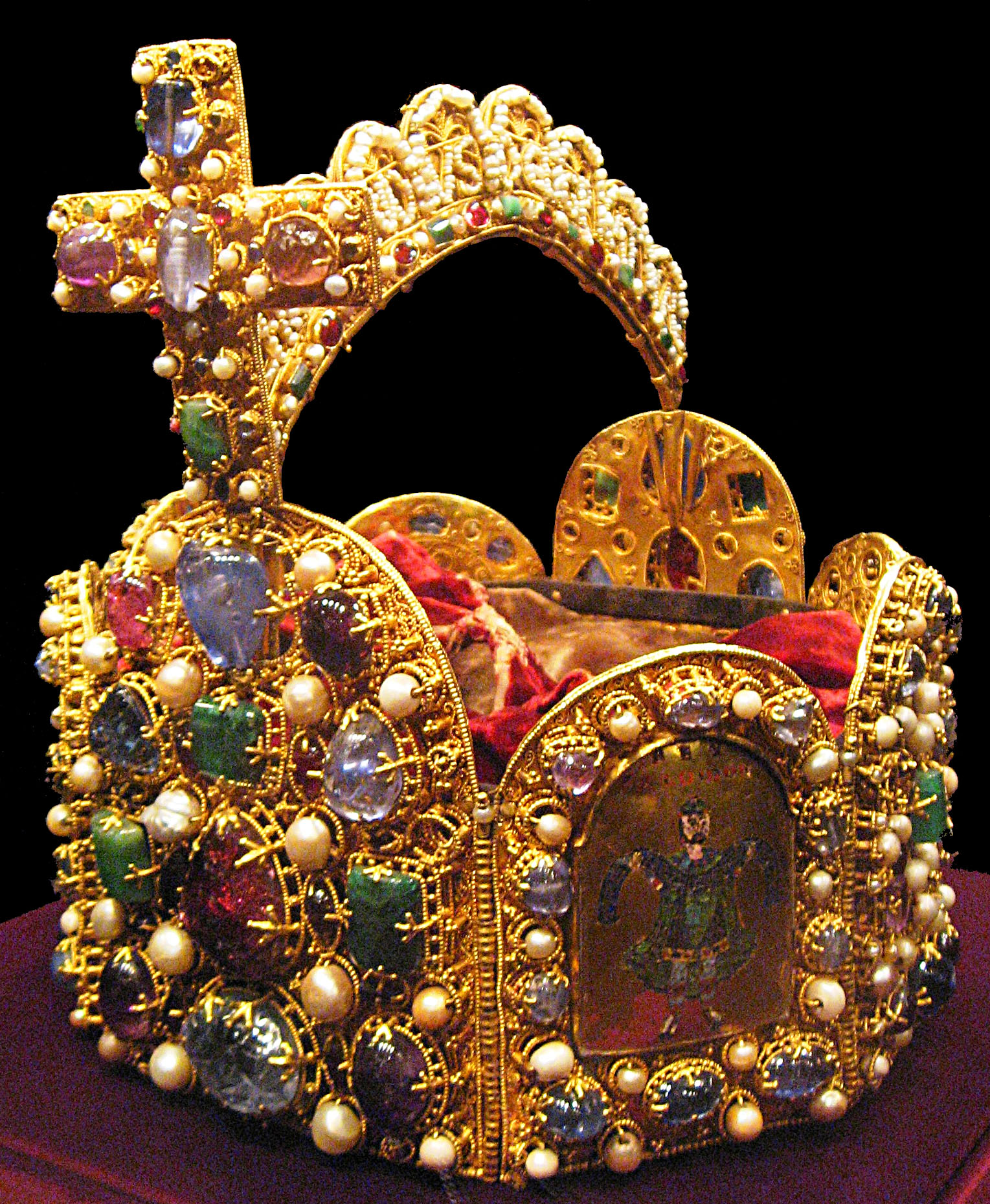
Corona del Sacre Imperi Roma-Germànic

Al mateix temps, es va anar forjant el debilitament de l'imperi romà amb la multiplicació de regnes fraccionats i el predomini dels francs amb l'ascens de Clodoveu I (481-507) es feia amb l'aprovació del Papa. En aquest context el Papa Gelasi I va dirigir una carta a l'Emperador Anastasi I (491-518) on formulava la doctrina de les "dues espases" i la superioritat de la potestat espiritual. Posteriorment el Papa Gregori I (el Gran) (590-604),-a través de la seva enorme tasca espiritual i material va ser potser qui més va contribuir a mostrar que la Santa Seu podia exercir funcions governatives.
Per la seva banda l'Imperi Romà semblava tenir continuïtat a través del regne franc. L'any 800 Carlemany és coronat com a emperador de l'Imperi Carolingi, el que donaria després origen al Sacre Imperi Romanogermànic. Així els dos poders serien exercits, l'espiritual pel Papa i el temporal per l'emperador perquè els homes, a través d'una harmonia en aquest món, conquistessin el destí etern.
Carlemany (768-814) no va trigar gaire a considerar que podia intervenir en els assumptes disciplinaris eclesiàstics, com en la vida del clergat i en les reformes monàstiques, igual que en les doctrinals com la de l'adopcionisme i el Filioque del credo. La seva idea era que el Papa estigués relegat al servei litúrgic, així l'hi va "exigir" l'emperador al Papa Lleó III (795-816)]. Des d'aleshores, l'equilibri d'aquests dos poders va resultar molt difícil.

## Santa Seu contra l'emperador

### Eclosió del conflicte

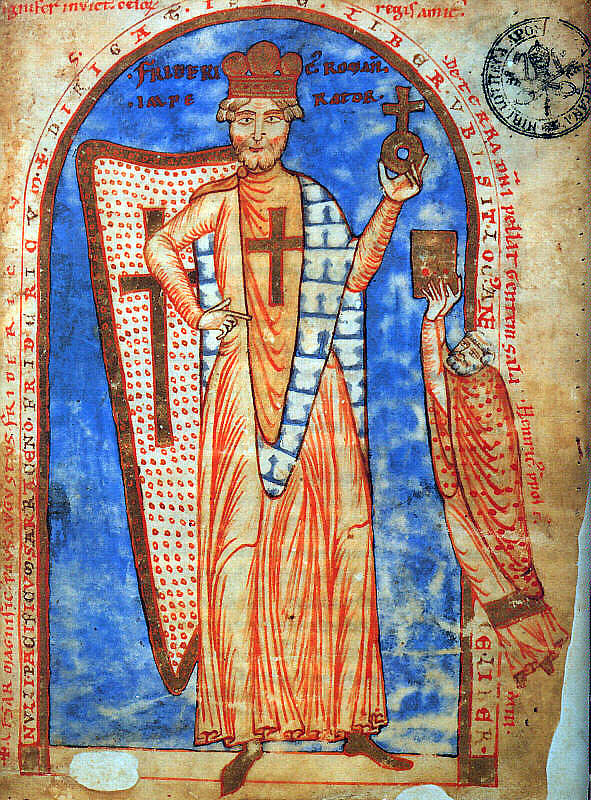
Frederic Barbarroja, emperador del Sacre Imperi entre 1152 i 1190, va ser la màxima figura de l'imperialisme en la primera etapa de la Lluita pel Dominium Mundi.

Donada la influència que exercien els bisbes sobre la gent de les seves diòcesis, els reis pretenien tenir-los com "aliats", però des del seu punt de vista polític. Tenir la possibilitat de triar, (lliurar-los el càrrec, és a dir "investir") pràcticament asseguraria la seva fidelitat. Així, Otó I del Sacre Imperi Romano-Germànic (912 -973) va ser el primer emperador que, dins de la seva política per imposar als seus súbdits feudals, s'atribueix a si mateix el dret a nomenar (investir) als bisbes de l'Imperi, i els nomenaments requeien sovint sobre gent indigna. Els papes no van estar mai d'acord amb l'existència d'aquest dret Imperial, i això va donar origen a l'anomenada Lluita de les investidures.
Aquest seria el primer enfrontament obert entre el papat i l'imperi. L'emperador utilitzarà tots els apel·latius que sonin a descendent dels emperadors romans, es denominarà august, rei dels romans (i adquirirà un caràcter sagrat, proclamant-se Fill adoptiu de Déu de qui rep directament el poder). Però seguia sent coronat pel Papa, encara que l'emperador es considera el legítim successor de Pere. És el que es coneix com a cesaropapisme.
El cesaropapisme arriba al seu cim amb Enric III (1039-1056). Enric III era un veritable dispensador de càrrecs eclesiàstics i va obligar el Papa Gregori VI a convocar el Concili de Pavia i el Sínode de Sutri, el 1046. Després de la mort d'Enric III sorgeix un moviment tendent a alliberar el papat de la submissió de l'imperi. A tot el món cristià es comença a reivindicar la llibertat de l'Església, principalment per nomenar els seus funcionaris. Tractaran de dignificar la vida moral dels clergues, condemnant la simonia i imposant el celibat. Es pretendrà enfortir l'autoritat papal en contra de la voracitat dels prínceps imperials.
Enfront de la cobdícia de prínceps europeus l'Església es va afanyar a generar un poder centralitzat i dinàmic. Així, en la segona meitat del segle xi, amb l'auge de les idees escolàstiques, quedarà afirmat el concepte que el poder de l'Església és superior a qualsevol potestat terrenal. Des de l'època del Papa Gregori VII (segle xi) fins a la del Papa Bonifaci VIII (segle XIII), el papat lluitaria tenaçment contra l'Imperi, no només per evitar la seva absorció sinó per aconseguir la supremacia pontifícia.
El cesaropapisme, inaugurat per la pràctica política de Carlemany, haurà de cedir definitivament davant el pes de la hierocràcia, de Gregori VII (1073-1085), en els canonistes del Segle XII i en els decretalistes del XIII, o en Bonifaci VIII (1294-1303) als teòrics de les màximes formulacions del poder universal dels successors de Pere.
Les idees de Teocràcia estaven madurant des de feia molt de temps, però van ser els decrets de 1075 (com el Dictatus Papae) els que van independitzar a l'Església posant les bases d'una veritable autoritat monàrquica. Immediatament es va incrementar la controvèrsia entre els weiblingen (defensors de la supremacia imperial) i els welf (partidaris de la supremacia dels papes). Trasplantats a Itàlia, serien els gibel·lins i güelfs, que lluitarien durant segles.
La lluita farà que la idea de teocràcia es porti a un extrem fins a derivar en Hierocràcia: (idea que el Papa es troba per sobre dels monarques, la qual cosa l'habilitava per actuar directament sobre qualsevol govern temporal)

### La nova idea imperial

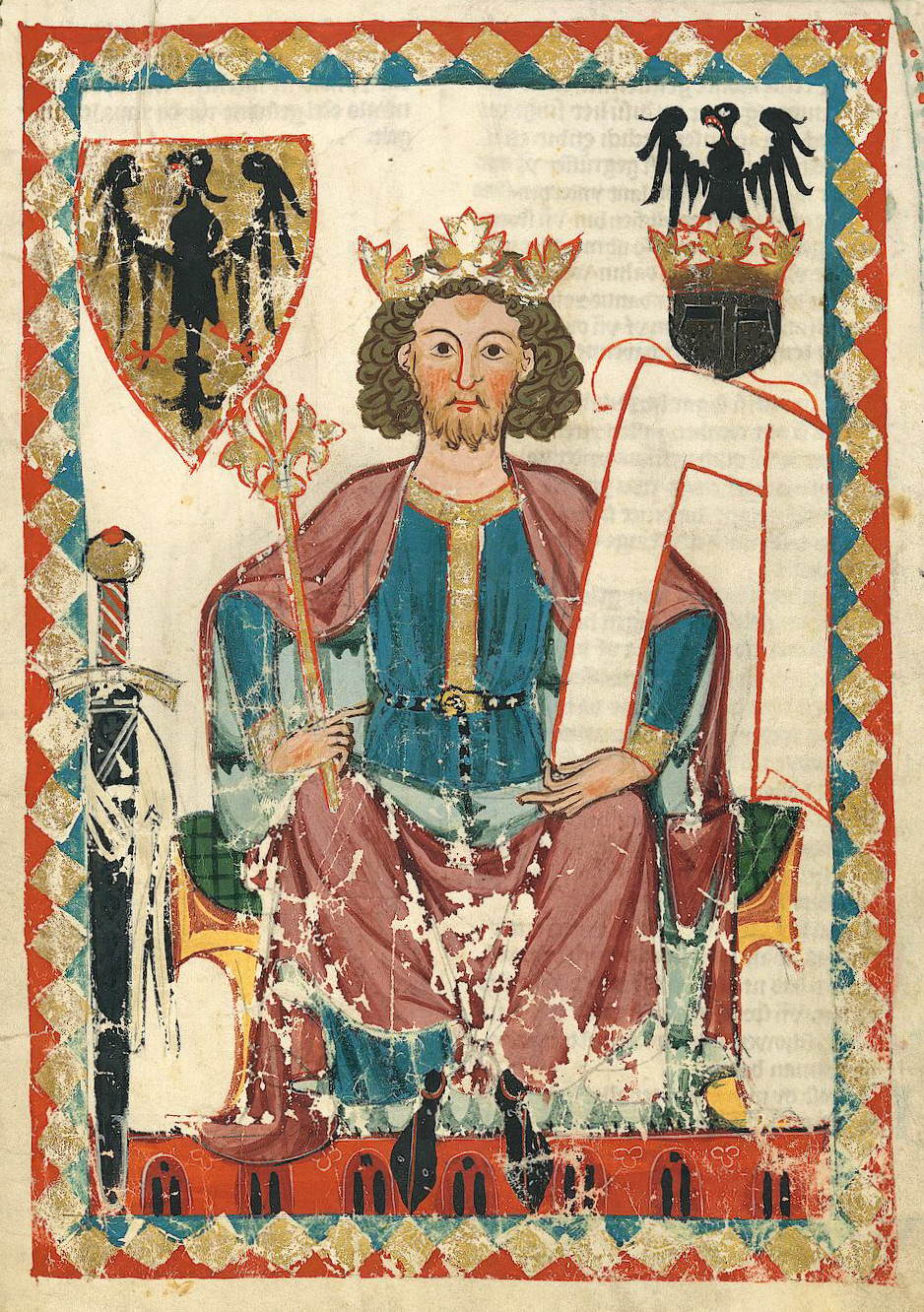
Enric VI va tractar de portar a la pràctica el Dominium mundi mitjançant l'associació de vassallatge d'altres regnes a l'Imperi, però a causa de la seva inesperada mort, el seu gran projecte va acabar abruptament, deixant com a hereu a un nen de tres anys.

En l'època del regnat de Frederic Barbarroja (1152-1190), la idea imperial va arribar a la seva maduresa. Es ressalta la seva continuïtat a Europa des de l'època romana, a través de la baula carolíngia. De fet, Frederic I es referia a Carlemany com a model d'emperador i el farà canonitzar el 1165 sense els deguts requisits.
S'utilitzen també a favor de les idees imperials les tesis sobre la sobirania pública que conté el dret romà (redescobert pels juristes i polítics europeus al segle xii). D'elles es deduïa la unicitat i el caràcter universal de l'Imperi, considerat com "un projecte de domini mundial" que simbolitza tota l'època.
Donades aquestes premisses, es pensava en la cort de Frederic I que l'Imperi, establert directament per la voluntat divina com a forma d'organització política de la humanitat, era sagrat. L'expressió Sacrum Imperium apareix per primera vegada, en efecte, en un document de l'any 1157.
En un pla diferent, no es pot oblidar que al segle xii li va correspondre veure l'inici de la revitalització del poder monàrquic per sobre el dels senyors feudals, després de diversos segles de profund decaïment de l'autoritat reial. L'Imperi no es va mantenir al marge d'aquesta evolució, recobrant fortament el seu prestigi, però mal administrat, del que vindrien importants conseqüències per al futur polític dels territoris d'Alemanya i Itàlia.
La reconstrucció de les monarquies anava també en contra del projectat Dominium Mundi. Per això, tant Frederic I com el seu fill i successor Enric VI, van intentar conciliar tots dos successos imaginant un imperi temporal universal, al front se situaria un emperador amb autoritat suprema, superior al poder dels reis diversos, anomenats "regulus" o "reis locals". Aquesta autoritat suprema semblava necessària, perquè es pensava que el poder imperial (mantenint sotmès al papa) era la forma de mantenir unida a la cristiandat tot esperant la fi dels temps. Sense tenir en compte aquest element escatològic i messiànic, no es pot entendre correctament el que l'Imperi significava per als homes de l'època, en especial per l'emperador Frederic I.

### La visió de l'església
Els fonaments de la visió eclesiàstica podem observar-los des de les següents fonts: 
- Segons el papa Alexandre III:

La unicitat de la creació implica també la unicitat de l'autoritat suprema sobre totes les criatures. Aquesta havia de correspondre al papa per la mateixa superioritat del seu poder espiritual i perquè la salvació eterna, que aquest promovia, era la fi social primer.
- Segons el Summa Coloniensis (text de 1170):

El papa és el veritable emperador, sent l'emperador l'efectiu vicari d'aquest (papa verus imperator est, et imperator vicarius eius).
- Segons Geroh de Reichersberg i els grans canonistes com Graciano i Huguccio:

El poder temporal laic posseïa funcionament autònom, tant per escollir els que l'exercien per mitjà de l'elecció o l'herència, com per desenvolupar els seus propis mitjans administratius sense interferències. El papa conservava, però, una autoritat suprema, però només podia exercir-la per sancionar o confirmar els actes polítics, no per modificar-los ni actuar directament sobre d'ells, excepte per motius morals o religiosos (ratione peccati: "per raó de pecat") o quan calgués dirimir una qüestió per a la qual cap altre poder del món estigués autoritzat.

## Dret imperial i eclesiàstic als seglesxiiixiii

### Dret Romà
En els segles xii i xiii el redescobriment de l'antic dret romà i l'ordenació del dret canònic o eclesiàstic van iniciar una època nova per l'ordenament jurídic del Món Occidental. Aquest fet va influir profundament en l'esdevenir polític de l'època, i molt especialment en el curs de la pugna pel Dominium mundi entre l'Imperi i el pontificat.
El Dret romà que coneixerà l'Europa medieval és exclusivament la recopilació realitzada per l'emperador Justinià I al segle vi, que consta de diverses parts ben diferenciades: 

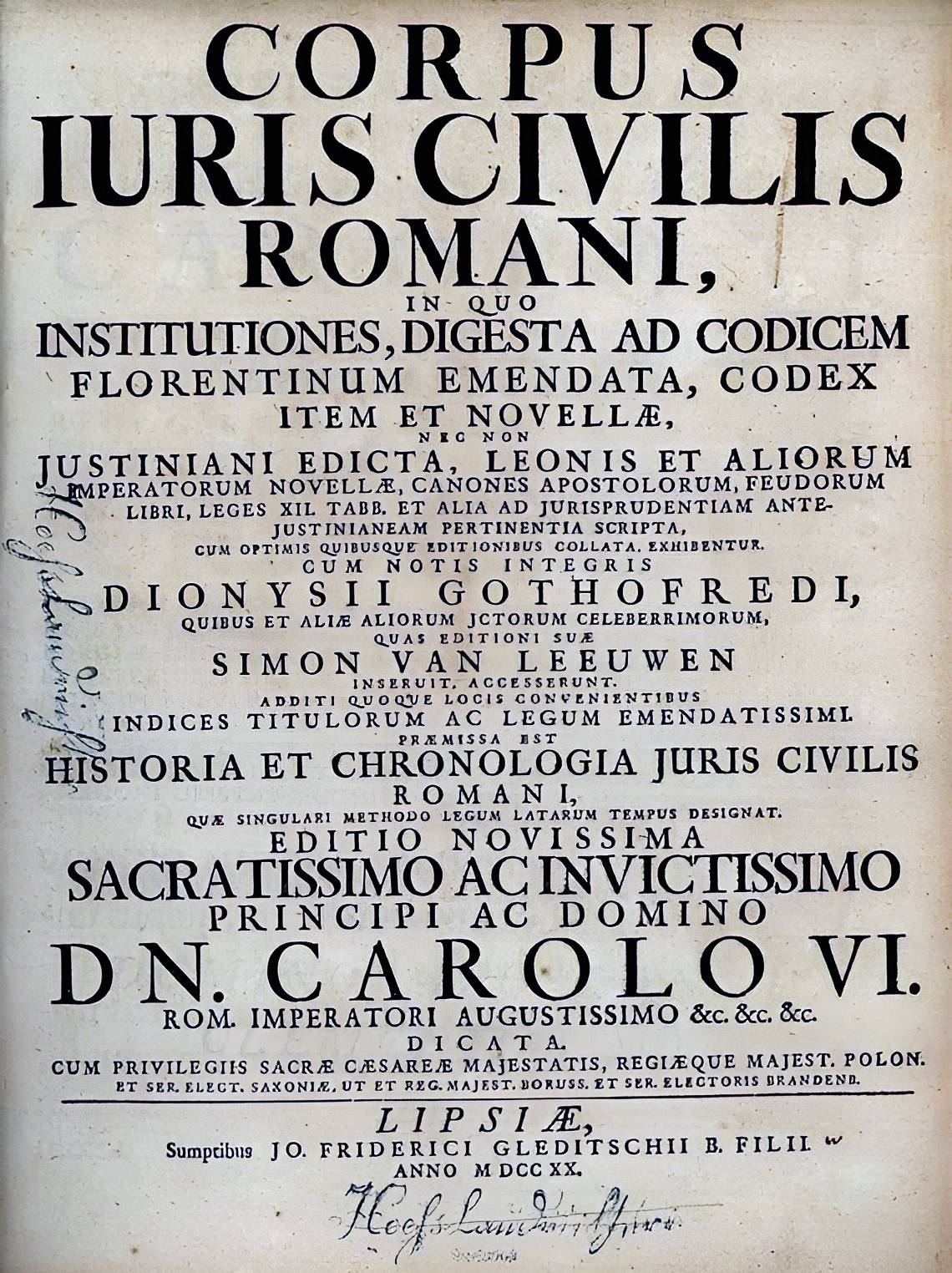
La recopilació realitzada per Justinià I al va ser la font d'estudi del Dret romà a l'Europa medieval.

- El Digesta o Pandectas, compendi de jurisprudència.
- Les Institutiones o manual d'estudi que, en part, compendia a l'anterior.
- El Codi Justinià, que reuneix totes les constitucions donades pels emperadors des de l'època d'Adrià.
- Les Novel, o constitucions imperials posteriors a l'any 53.

De tots aquests components, el de major influència en el nou descobriment medieval va ser el Digesta. L'obra justinianea que, d'ençà el segle xvi, es coneixerà amb el nom de Corpus Juris Civilis, però serà de poca difusió, degut acompendis que la deformaven.
En els segles xii i xiii, per contra, i en una ciutat de la Romaña italiana, Bolonya, es va produir un renaixement dels estudis romanistes que influiria sobre tot Europa. No va ser escàs, en aquesta difusió, el paper dels emperadors Romanogermànics, que actuaven, ja ho hem vist, moguts pel seu interès polític tant com per la seva suposada condició de successors de l'antic Imperi Romà.
Els mestres d'aquesta famosíssima "escola de Bolonya" van actuar segons un mètode d'estudi molt medieval, el de la glossa o comentari del contingut i significat dels textos de Justinià. No es tractava de comentaris crítics, sinó més aviat analítics. Els professors bolonyesos accepten el dret justinianeu com alguna cosa superior i fins i tot suprem; es limiten a comentar-ho, sense massa bagatge crític, doncs per això els haurien estat necessaris uns coneixements filològics (domini del grec i estudi dels textos originals) i històrics dels que mancaven. Però del seu comentari es dedueixen conseqüències fonamentals per a l'Europa de l'època, mitjançant la creació d'una casuística riquíssima que cobria un camp d'hipòtesis jurídiques molt superior i molt més ampli que el conegut fins llavors. La fundació de l'escola de mestres bolonyesos es deu a Irneri, al començament del segle xii. Deixebles seus van ser Hugo, Búlgar, Jacob i Martí, anomenats "els quatre doctors" per la seva saviesa i influència. Tots ells van ser gibel·lins (van donar suport a la idea de l'Imperi per sobre el pontificat) i partidaris de Frederic I, del qual són contemporanis.

### Dret canònic

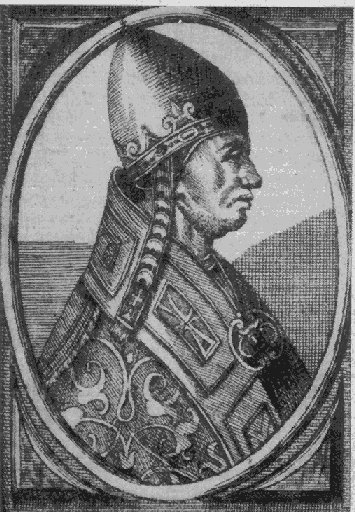
El papa Alexandre III va ser un dels principals glossadors del Decret de Gracià i les decretals pontifícies, jugant un paper decisiu en la contesa contra l'Imperi.

Pels mateixos temps, encara que amb alguns decennis de diferència, es produeix una sistematització del dret eclesiàstic que donarà origen a l'anomenat dret canònic en tota la seva plenitud. Romanistes i canonistes són germans d'ofici i de mentalitat, com a fruit d'una mateixa època, encara que els segons defensin els drets pontificis, per la mateixa matèria que tractaven.
El primer compilador i sistematizador dels cànons de concilis universals anteriors va ser Gracià, mestre bolonyès de teologia, que va escriure cap al 1140 la seva Concordança de les discordances dels Cànons, anomenada correntment el Decret. L'obra de Gracià, no va tenir caràcter oficial, però va aconseguir gran prestigi i va provocar en els decennis següents un auge de les consultes jurídiques formulades als pontífexs, cosa lògica en una època d'insuficient organització del poder civil com era aquella. Aquests contestaven mitjançant Litteras decretals o "decretals", la recopilació es va fer necessària, al final, com a única forma d'utilitzar i conservar la riquesa jurisprudencial que contenien, ja que no només afectaven a matèries eclesiàstiques, sinó també a seglars i civils.
La primera compilació es deu a Ramon de Penyafort, un dominic català, i porta el nom de Decretals de Gregori IX; reuneix les decretals aparegudes entre 1154 i 1234 i es divideix en cinc llibres, de manera que la següent recopilació, que abasta fins a 1298, es coneixerà amb el nom de Liber sextus. Al segle xiv es realitzaran noves compilacions, les Clementines, les Extravagants de Joan XXII i les Communes. Des del segle xvi, tot aquest Dret canònic en els seus compendis reconeguts oficialment portarà el nom de Corpus iuris canonici.
Els Decrets de Gracià i els pontificals van ser comentats pel mateix procediment de la glossa que s'aplicava al dret romà. I alguns dels principals glossadors van tenir un paper decisiu en la contesa contra l'Imperi: Rolando Bandinelli, el papa Alexandre III, i Sinibaldo Fieschi, el papa Innocenci IV. La síntesi de glosses és a càrrec, sobretot, de Bartolomé de Brescia, al segle xii, i també de Joan el Teutònic, en el segle xiii, d'Hug de Pisa i d'Enric de Susa.